# Хярм, Вийу
Вийу Хярм (эст. Viiu Härm; 3 июля 1944, Таллин) — эстонскская советская актриса, поэтэсса, писатель, переводчик.

## Биография
Родилась в 1943 году в Таллине, сестра артиста балета Тийта Хярма. Училась в 7-й средней школе Таллина.
В 1961—1965 годах окончила актёрский факультет Таллинской государственной консерватории (курс Вольдемара Пансо и Велло Руммо).
В 1965—1971 годах — актриса Государственного молодёжного театра Эстонской ССР.
Завершив по состоянию здоровья актёрскую карьеру, начала пробовать себя в литературе. Её первые стихи были опубликованы в молодёжной газете «Сяде», её более поздние произведения постоянно публиковались в старейшем литературном журнале Эстонии «Лооминг».
В 1973 году в издательстве «Ээсти Раамат» вышел её первый сборник стихов. С тех пор было опубликовано несколько сборников стихов и два романа. Сборник стихов в авторском переводе на русский язык в 1983 году издан московским издательством «Советский писатель». Переводила стихи на эстонский язык и написала новые переводы на пьес, в частности, «Вишнёвый сад» А. П. Чехова.
Муж — писатель и политик Пауль-Ээрик Руммо, у пары четверо детей.

## Фильмография
- 1962 — Под одной крышей / Ühe katuse all — Вайке Пыльд
- 1962 — С вечера до утра / Ohtust hommikuni (к/м) — Салме
- 1966 — Девушка в чёрном / Tütarlaps mustas — Паула